# 本間游清
本間 游清（ほんま ゆうせい、安永5年（1776年） - 嘉永3年8月16日（1850年9月21日））は江戸時代後期の国学者、医師。字は士龍または伯震、号は九江・眠雲・消閑子・潜斎など。

## 生涯
村田春海に国学と歌道をまなぶ。医と歌道をもって伊予吉田藩に仕えた。和歌に優れ、平田篤胤、伴信友とともに和学三大家と称された。嘉永3年（1850年）8月16日死去。享年75歳。

## 著作
- 『潜斎医説』
- 『みつのなかめ』
- 『九江詠草』
- 『耳敏川』三十餘巻　…　散佚
- 『動植和訓古義』…散佚